# 火災學
火災的發生原因受到天氣、電氣、氣候、化學和建築等各種原因影響之外，也受到社會科學和人類行為的影響。因此研究火災學前必須要先對以上學科先行了解，具備基礎的相關知識，進而才能掌握並預防火災侵害的發生，所以「火災學」是一門應用科學。
- 火災學申論題庫彙編 （页面存档备份，存于）